# Hohner

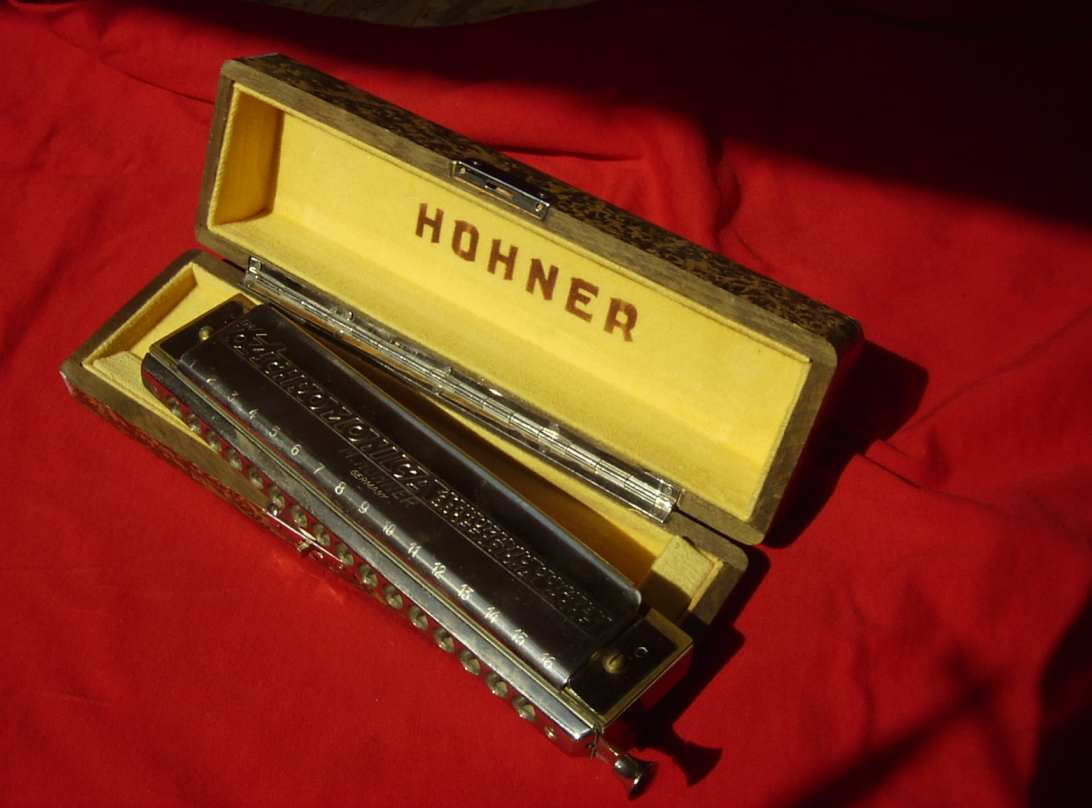
Chromatische mondharmonica van Hohner

Hohner Musikinstrumente GmbH & Co. KG is een Duitse fabrikant van muziekinstrumenten in Trossingen. 
Het bedrijf werd op 26 juli 1857 opgericht als mondharmonicafabriekje door Matthias Hohner (1833-1902) die was opgeleid tot horlogemaker. Rond 1866 begon Hohner zijn mondharmonica's naar de Verenigde Staten te exporteren, al snel een belangrijk afzetgebied. Vanaf 1880 werd overgeschakeld op machinale productie. In 1900 droeg Hohner het bedrijf over aan zijn vijf zoons. 
Hohner had het meeste zakelijke succes in de eerste helft van de twintigste eeuw en telde in 1938 bijna vijfduizend werknemers. In 1986 trok de laatste Hohner, een achterkleinzoon van de oprichter, zich uit het bedrijf terug.
Het bedrijf is vooral bekend van zijn mondharmonica's en accordeons, maar maakt daarnaast van 1948 tot 1972 saxofoons, vanaf 1958 melodica's en vanaf 1962 blokfluiten en de pianet (tot begin jaren tachtig), vanaf 1966 de klavinet (tot 1982), en verder gitaren, en zelfs computers (1968-1976). Na de jaren zeventig kon het bedrijf niet goed meer meekomen, omdat het niet over een eigen ontwikkelafdeling beschikte. Hohner begon daarom producten van anderen in licentie te maken onder eigen naam, en leverde zo onder andere de koploze gitaren van Ned Steinberger.
Tussen 1993 en 1995 werd de productie deels verplaatst naar Tsjechië en deels naar een industrieterrein aan de rand van Trossingen. Een deel van de historische bedrijfsgebouwen in het centrum van Trossingen werd gesloopt. Het hoofdgebouw is gerenoveerd en omgebouwd tot hotel. In 1997 werd de productie van accordeons en mondharmonica's deels naar China verplaatst.
In december 2004 vond in Trossingen de première plaats van Hohner - das Musical.
In Trossingen is het Deutsches Harmonikamuseum gevestigd met een collectie van 25.000 mondharmonica's en 500 accordeons. Een groot deel van de collectie is gerelateerd aan het merk Hohner.

## Trivia
- De Hohner Mad Cat is het bekendste gitaartype dat dat door Hohner werd geproduceerd. Deze werd bekend doordat Prince deze veelvuldig gebruikte. Uiterlijk lijkt deze op een Telecaster maar hij klinkt beduidend anders door het gebruik van een ander type gitaar-elementen.
- De gitaarlijn van Hohner werd in het eerste decennium van de 21e eeuw opgeheven. Een aantal Hohner-ontwerpen wordt anno 2024 geproduceerd door Revelation-guitars. Revelation was ook een gitaartype van Hohner.